# Grande Ermitage
Il Grande Ermitage o Vecchio Ermitage (in russo Большой (Старый) Эрмитаж?) è un monumento architettonico che fa parte del complesso del Museo dell'Ermitage a San Pietroburgo, costruito dal 1771 al 1787 dall'architetto Georg Friedrich Veldten. Si trova nel prolungamento degli edifici del Palazzo d'Inverno sul Lungoneva del Palazzo e ha lo scopo di presentare le collezioni artistiche del palazzo. Nel 1792, Giacomo Quarenghi aggiunse al Grande Ermitage un edificio che ospita la "Loggia di Raffaello".

## Nome
L'edificio è molto più grande del Piccolo Ermitage, la cui costruzione iniziò nel 1764. Per questo motivo prende il nome di "Grande Ermitage". Ma, nel XIX secolo, dopo la costruzione del Nuovo Ermitage, su progetto di Leo von Klenze, gli fu dato il nome di "Vecchio Ermitage", ma  cronologicamente Nuovo Ermitage non è corretto poiché, il Teatro dell'Ermitage, che fa parte del complesso, è il più recente dell'intero gruppo di palazzi, almeno la prima edificazione risalente al XVII secolo e costruita su ordine di Pietro il Grande.

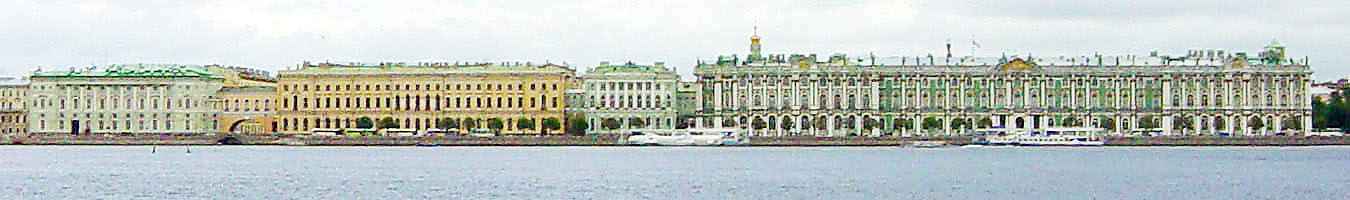
Il complesso dell’Ermitage. Da sinistra a destra: il Teatro dell'Ermitage, il Canale d'Inverno e il Ponte dell'Ermitage, le Grande (o Vecchio Ermitage), il Piccolo Ermitage, il Palazzo d'Inverno (il Nuovo Ermitage, che è situato dietro al Grande Ermitage, non è visibile).

## Storia

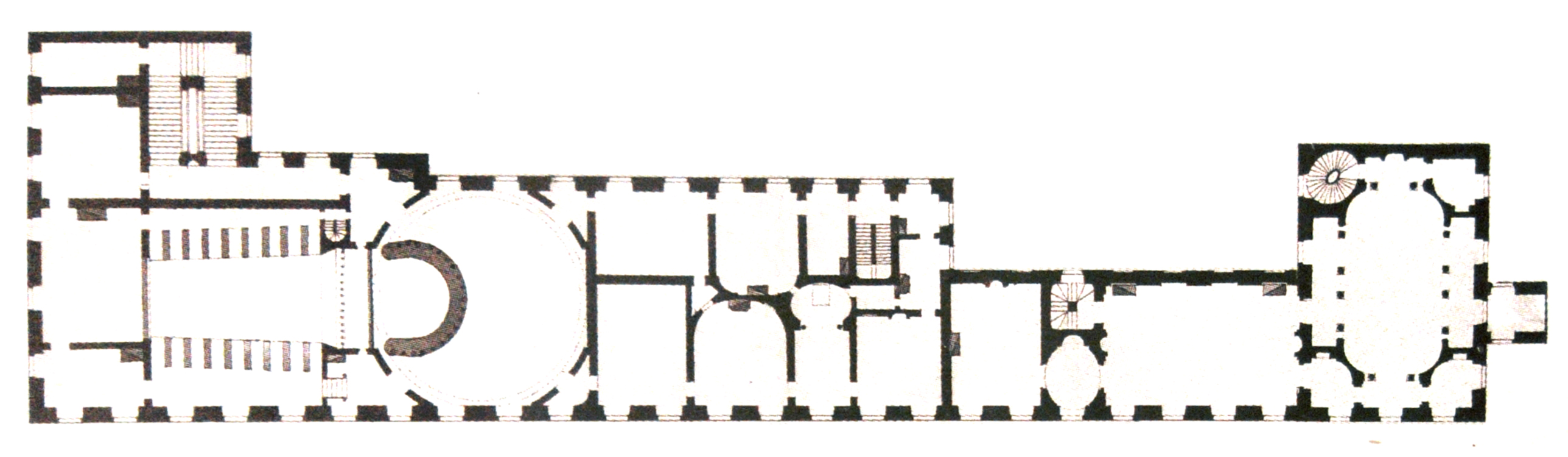
Georg Veldten. Progetto del palazzo a due piani del du Grande Ermitage, 1777

Nel 1770 fu pubblicato un decreto che prevedeva la costruzione di un edificio sullo stesso asse dell'Ermitage. La costruzione venne affidata a Georg Friedrich Veldten e iniziò nel febbraio del 1771, continuando poi in diverse fasi. Si dovettero prima abbattere le case che erano diventate inutilizzabili, data la loro posizione: quella dell'oberhofmeister Matvei Olsoufev e quella del tenente generale Rodion Kochelev.
La progettazione e la costruzione della Loggia di Raffaello lungo il Canale d'Inverno iniziò nel 1783.
Le successive modifiche sono dovute agli architetti Ludwig Charlemagne e August de Montferrand.
Per decisione dell'Imperatore di Russia  Nicola I, a metà del XIX secolo, l'intero gruppo in una fila di edifici cerimoniali venne dedicata alle collezioni. La disposizione dei nuovi interni venne eseguita sotto la direzione dell'architetto Andrej Stackenschneider. Il resto degli annessi dovevano essere utilizzati per gli scopi per i quali erano stati costruiti, ma la morte prematura (nel 1865 all'età di 21 anni) di Nikolaj Aleksandrovič Romanov, il primo figlio dell'imperatore  Alessandro II cambiò l'uso a cui era destinato l'edificio. Venne utilizzato come edificio di riserva per gli ospiti stranieri alla corte imperiale.

## Architettura
Costruita in linea con le facciate del Palazzo d'Inverno e del Piccolo Ermitage, la facciata del Grande Ermitage è rigorosa e concisa. L'architetto è riuscito a integrare armoniosamente la nuova costruzione in un insieme di edifici esistenti, sottolineandone l'aspetto imponente accanto all'espressività plastica dell'edificio principale del Palazzo d'Inverno.
Le camere da letto e le sale si trovano in due suite longitudinali, una verso il Lungoneva del Palazzo e l'altra verso il cortile interno. Dal 1805 al 1807 fu l'architetto Giacomo Quarenghi a creare un nuovo progetto per la suite del Grande Ermitage e la decorazione interna fu rinnovata da Andrej Stackenschneider nel 1851. Quest'ultimo fece largo uso di doratura, pietre colorate, legni pregiati, pitture e modanature. Le porte attirano l'attenzione con l'uso unico dello  Stile Boulle.

## Le sale del Grande Ermitage
Il piano terra è occupato dai locali amministrativi della direzione dell'Ermitage. A volte era impegnato per le riunioni del Consiglio dell'Impero.

### Le sale della pittura italiana dal XIII al XVIII secolo
Nelle sale al primo piano (ex salotti e sale di rappresentanza lungo la Neva) sono esposti maestri del Rinascimento: Leonardo da Vinci, Raffaello, Giorgione, Tiziano e altri.

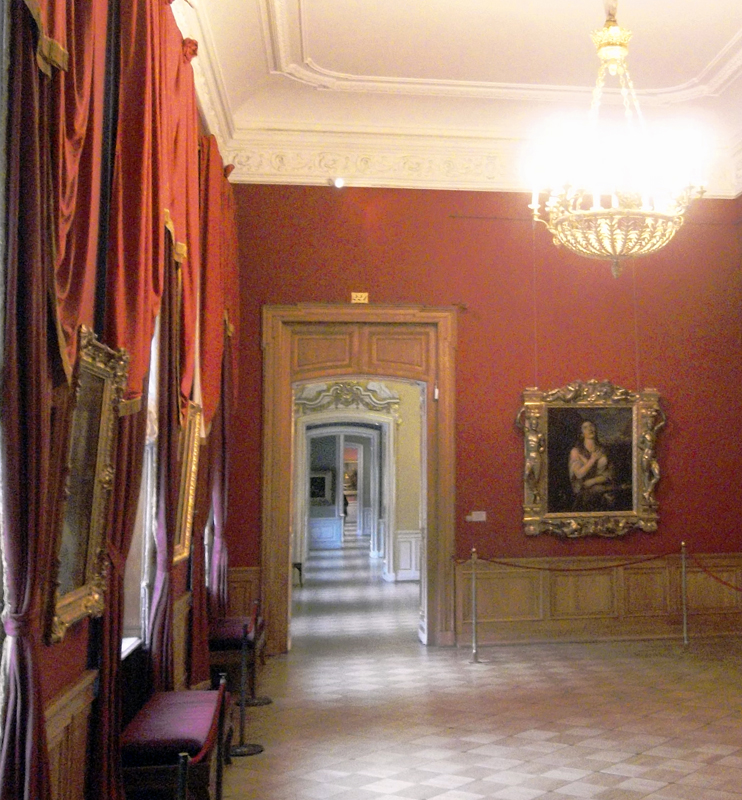
La sala di Tiziano.
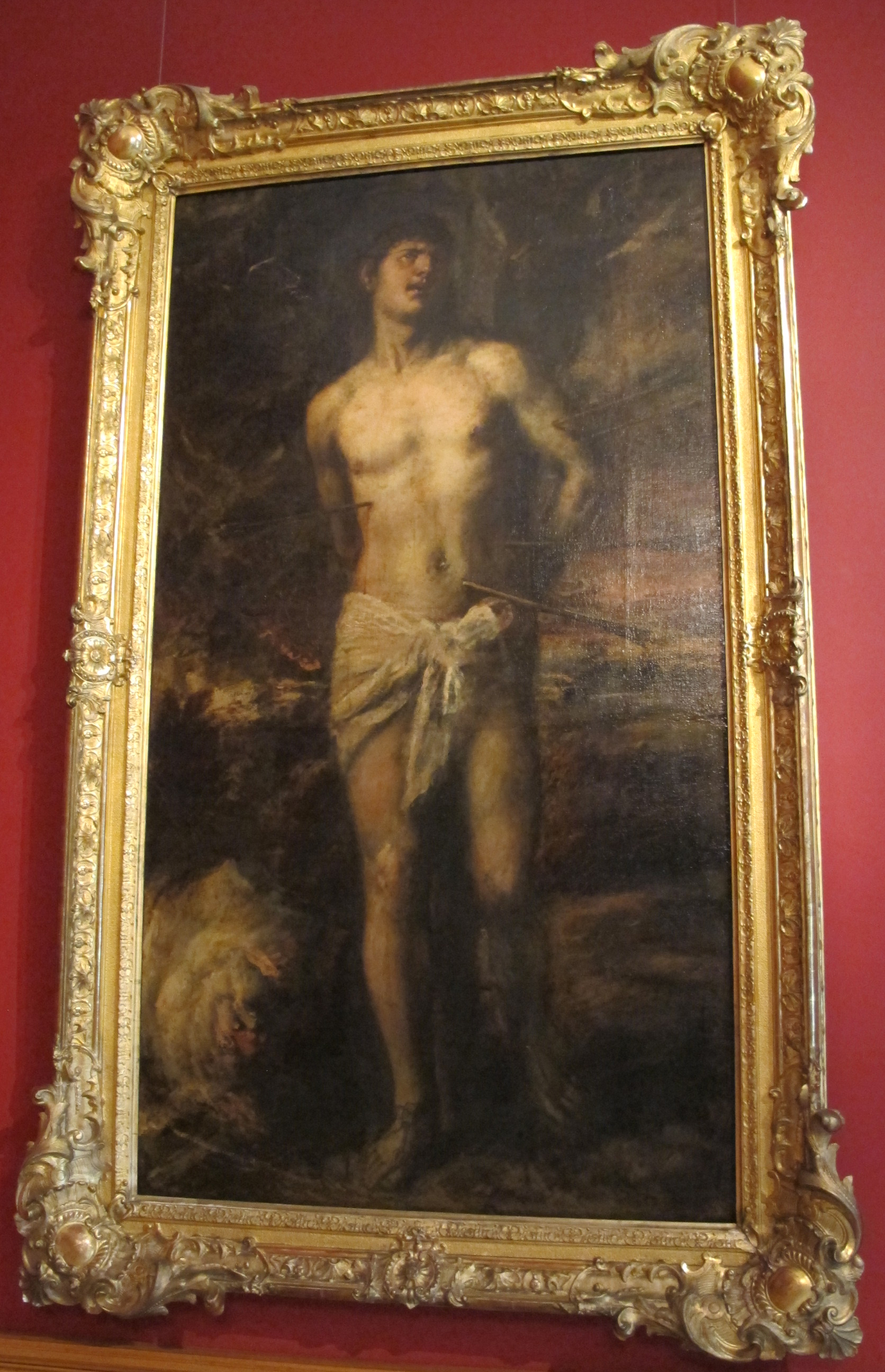
Tiziano, San Sebastiano.
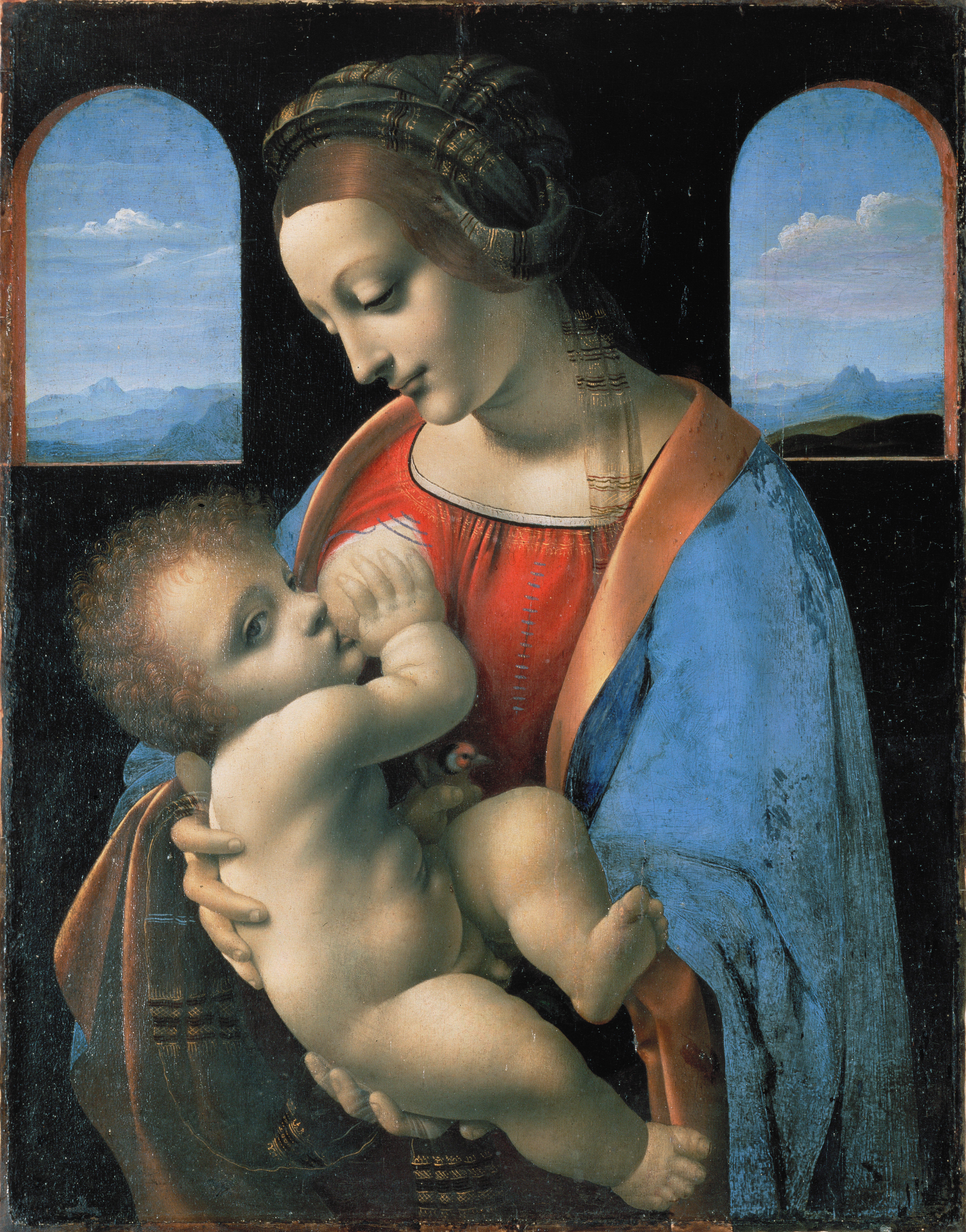
Leonardo da Vinci, Madonna Litta.
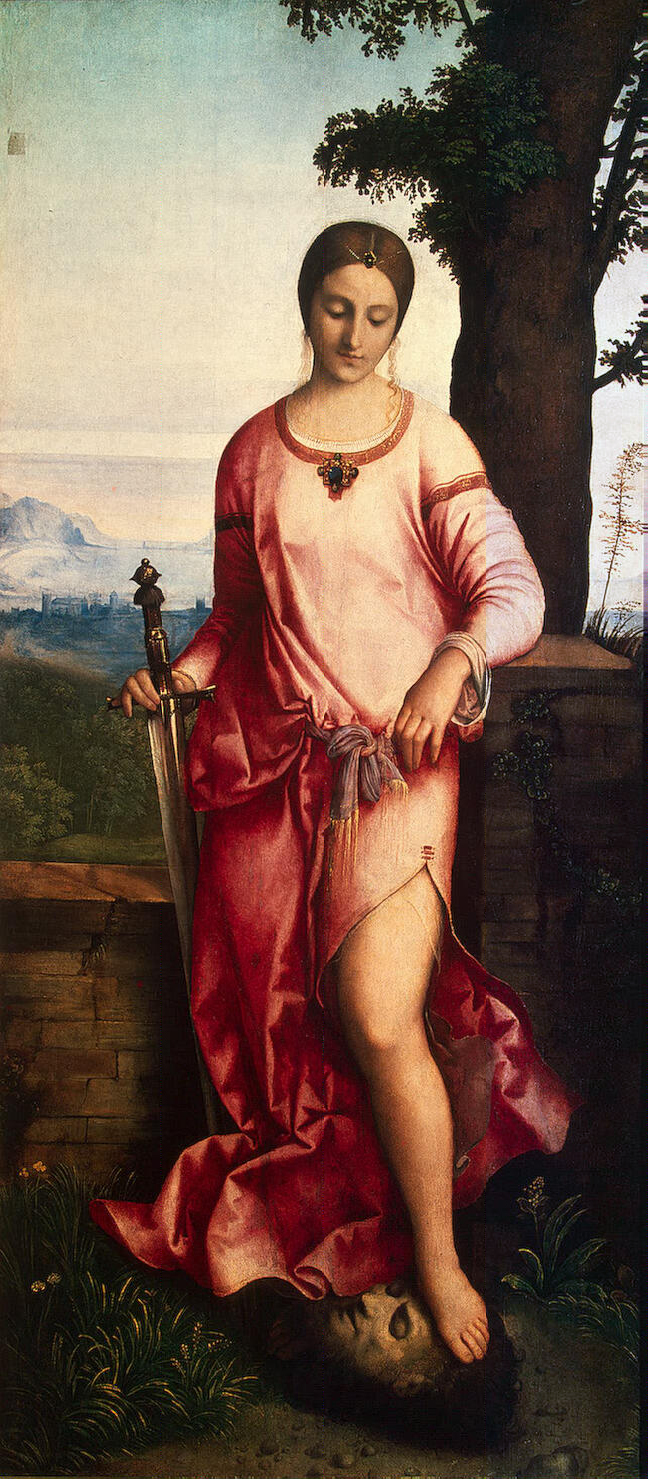
Giorgione, Giuditta.
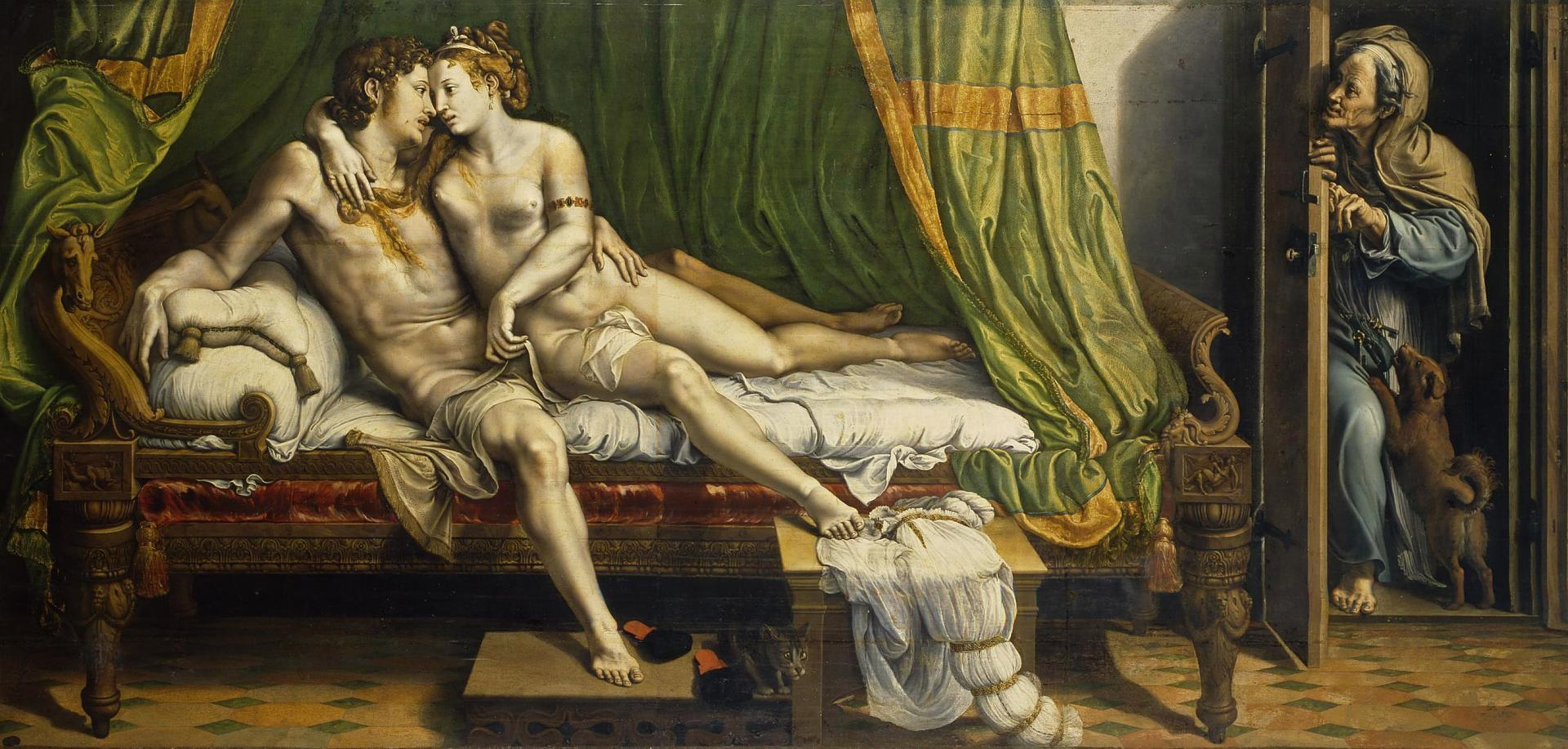
Giulio Romano, Due amanti.

### Loggia di Raffaello

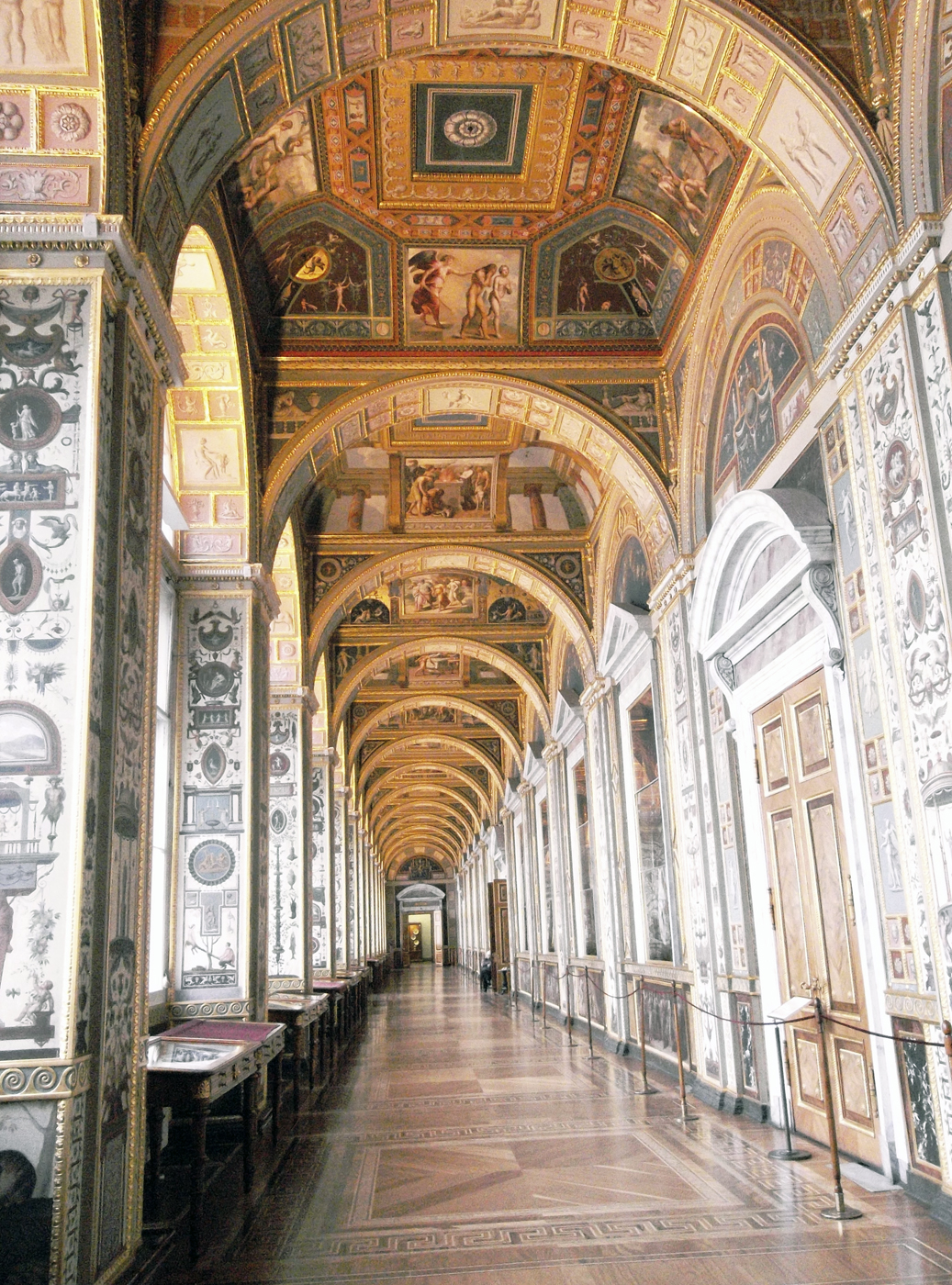
Loggia di Raffaello

Loggia di Raffaello, pitture murali che riproducono (con alcune differenze) quelle dei Musei Vaticani a Roma. L'architetto ha posizionato la loggia lungo il Canale d'Inverno ad angolo retto rispetto al Grande Ermitage. Prima della sua partenza dall'Italia per la Russia, l'architetto Quarenghi aveva effettuato le misurazioni alla Galleria Vaticana. La costruzione è stata supervisionata da un maestro della pietra, J. Lukini. Durante la costruzione è emersa una discrepanza tra le misure della sua galleria e quella delle tele italiane, che portò alla rimozione di Lukini.
Prima della costruzione dell'edificio, su richiesta di Caterina II, un gruppo di pittori, sotto la direzione di H. Ounterberg, iniziò a copiare, nel 1778, gli affreschi di Raffaello, presenti nella galleria del palazzo papale. Le copie vennero realizzate su tela che veniva arrotolata per la spedizione a San Pietroburgo. Al loro arrivo, un altro pittore, Y. Metterleïter, le riparava dopo i danneggiamenti occorsi durante il viaggio. Quando fu costruito il Nuovo Ermitage, anche il corpo delle logge fu completamente riattato e le tele furono temporaneamente rimosse durante i lavori.
Durante l'assedio di Leningrado, nel 1941, furono necessarie misure di sicurezza per proteggere le tele. Non vennero rimosse ma vennero approntati degli schermi per sigillare ermeticamente le finestre. Queste precauzioni hanno permesso di evitare qualsiasi danno alle tele durante l'intera Grande guerra patriottica.
Il progetto architettonico delle logge è semplice. La galleria è composta da una serie di ambienti o logge formate da archi semicircolari che sono sempre alla stessa distanza l'uno dall'altro e creano un ritmo chiaro e calmo. Le aperture lungo il muro esterno sono protette da vetrate (in Vaticano sono aperte), e nella parete opposta ci sono finestre occupate da specchi (in Vaticano illuminano la tela adiacente). L'intera superficie delle pareti e delle volte, ad eccezione dei pannelli in prossimità delle finestre, è rivestita di colori vivaci. Nulla si ripete e in un ritmo limpido e puro tutto si fonde in un'unica composizione. Volute d'acanto, fiori in cui si intrecciano immagini di animali fantastici, piccoli amorini, volti e figure umane, formano ornamenti frondosi. Queste sono le immagini che Raffaello ha glorificato, sotto l'influenza della pittura antica.

### Scalone d'onore

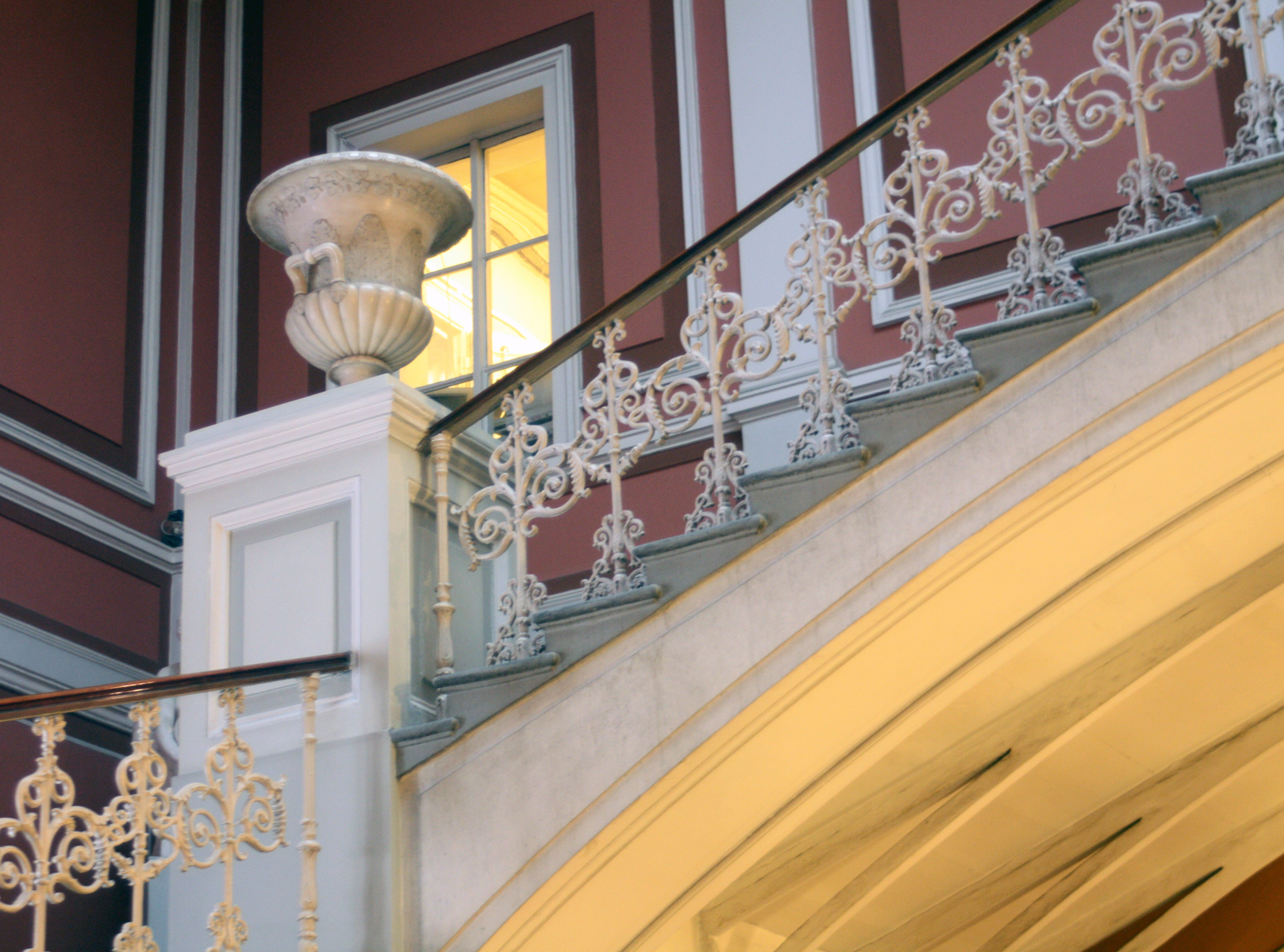
Scalone d'onore

Lo scalone d'onore si trova ad est del Grande Ermitage, in un avancorpo. È stato progettato dall'architetto Nikolai Efimov e serve per passare dal lato del Lungoneva del Palazzo verso il teatro dell'Ermitage e la Loggia di Raffaello. Collega i tre livelli del palazzo.

### Scalone del consiglio

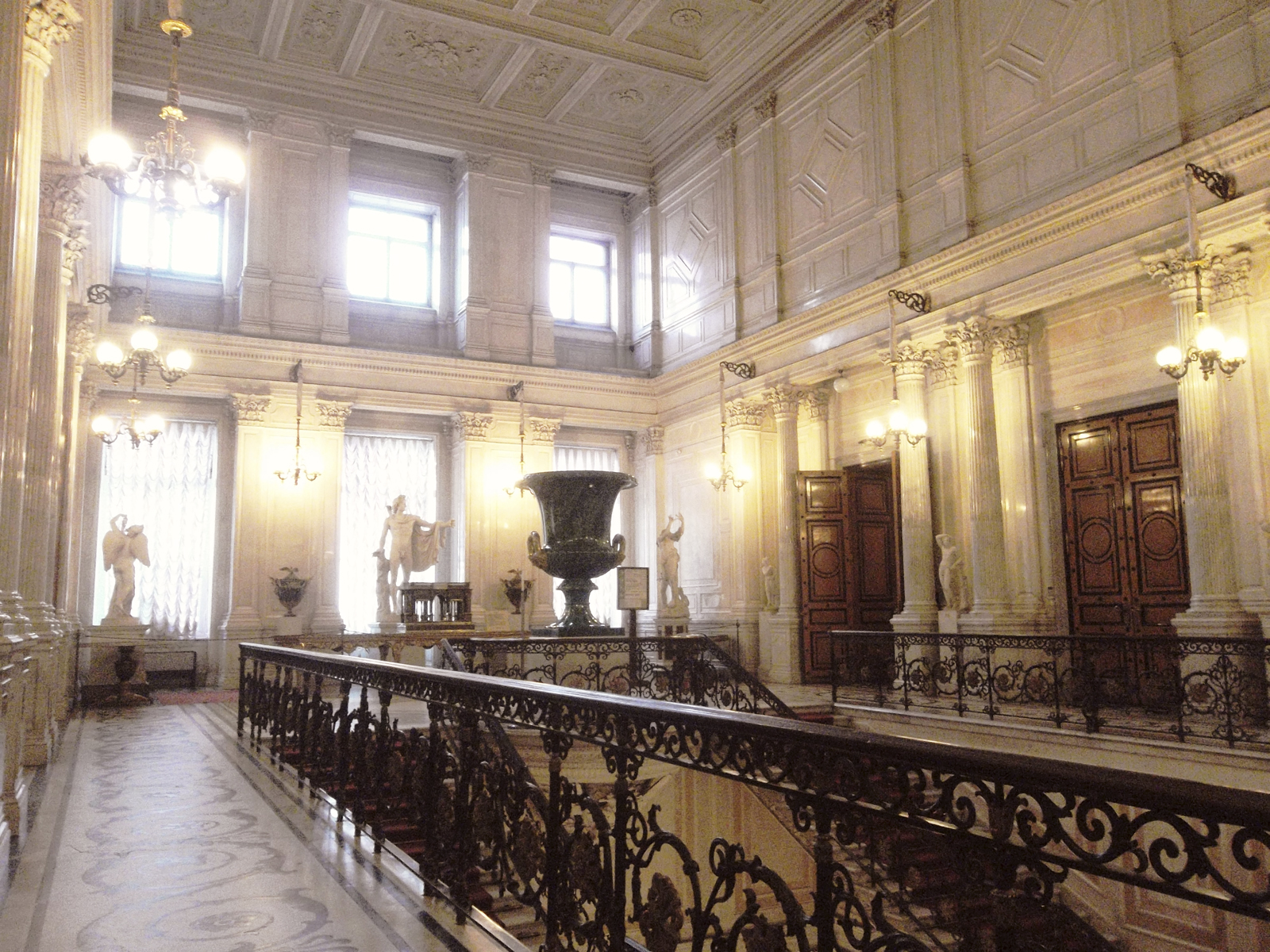
Scalone del consiglio

Dal 1828, il primo piano del Grande Rrmitage fu occupato dal Consiglio dell'Impero e dal Consiglio dei Ministri. Per questi due organismi venne costruito un nuovo accesso nella parte occidentale dell'edificio e lì venne aggiunta una scala chiamata "del consiglio" su progetto dell'architetto Andrej Stackenschneider. Questa scala è riccamente decorata con marmi naturali e dipinti. Il vestibolo è decorato con quattro colonne monolitiche in porfido dalla Carelia (da Chokcha). Sul soffitto c'è un dipinto dell'artista francese Gabriel-François Doyen. La scala si trova vicino all'atrio del padiglione del Piccolo Ermitage. È uno dei capolavori di Andrej Stackenschneider.